# Joanna Lelonkiewicz

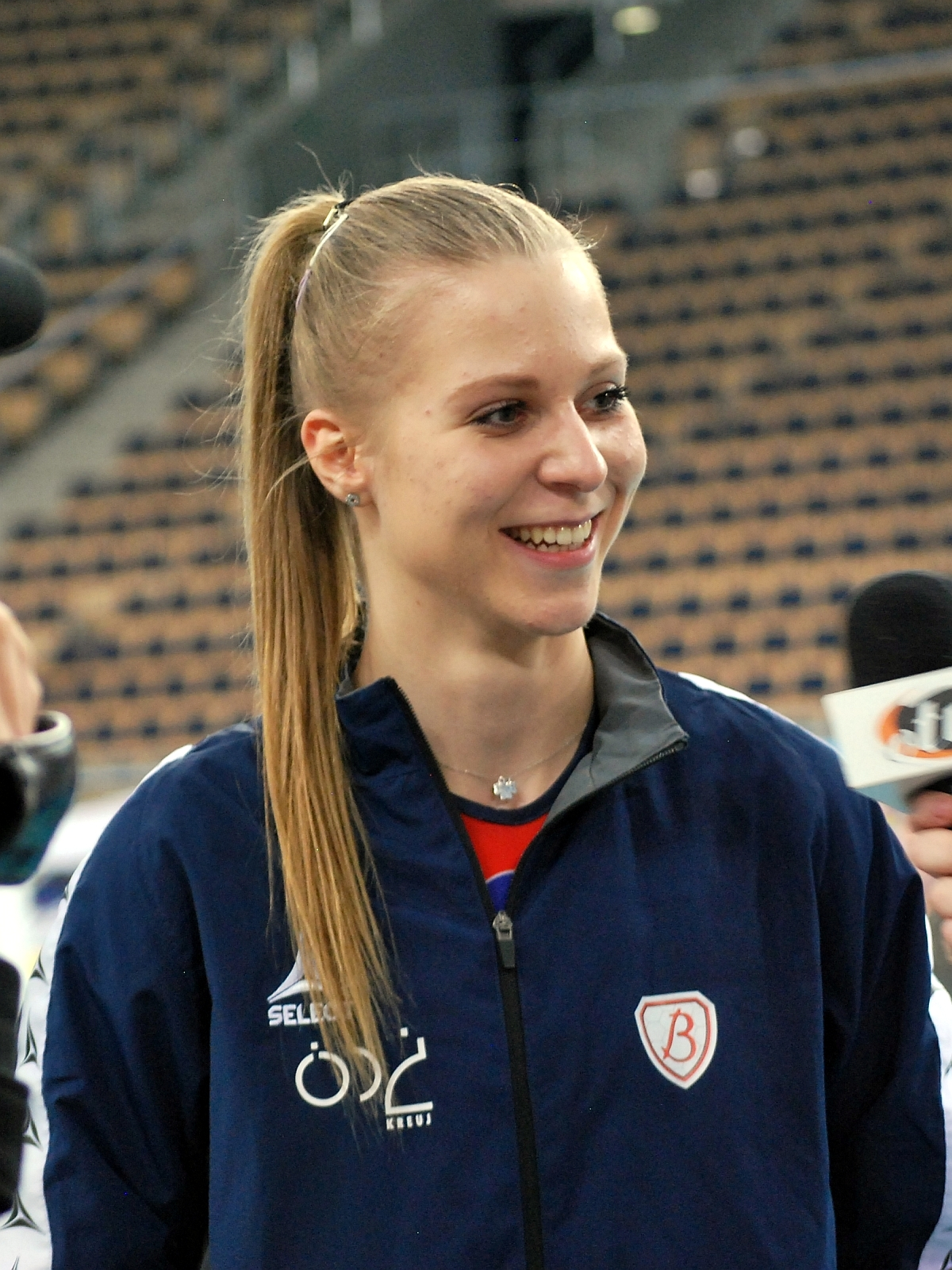
Joanna Pacak zawodniczką Budowlanych Łódź

Joanna Lelonkiewicz, panieńskie Pacak (ur. 9 czerwca 1996 roku w Końskich) – polska siatkarka, reprezentantka Polski, grająca na pozycji środkowej. 
14 czerwca 2025 roku wzięła ślub z długoletnim partnerem życiowym Jędrzejem Lelonkiewiczem.

## Kariera klubowa
| Kariera juniorska | Kariera juniorska            | Kariera juniorska | Kariera juniorska | Kariera juniorska | Kariera juniorska | Kariera juniorska | Kariera juniorska | Kariera juniorska | Kariera juniorska | Kariera juniorska |
| ----------------- | ---------------------------- | ----------------- | ----------------- | ----------------- | ----------------- | ----------------- | ----------------- | ----------------- | ----------------- | ----------------- |
| Lata              | Klub                         |                   |                   |                   |                   |                   |                   |                   |                   |                   |
|                   | MKS Neptun Końskie           |                   |                   |                   |                   |                   |                   |                   |                   |                   |
| 2011–2014         | SMS PZPS Sosnowiec           |                   |                   |                   |                   |                   |                   |                   |                   |                   |
| Kariera seniorska |                              |                   |                   |                   |                   |                   |                   |                   |                   |                   |
| Lata              | Klub                         |                   |                   |                   |                   |                   |                   |                   |                   |                   |
| 2014–2015         | Budowlani Łódź               |                   |                   |                   |                   |                   |                   |                   |                   |                   |
| 2015–2018         | Legionovia Legionowo         |                   |                   |                   |                   |                   |                   |                   |                   |                   |
| 2018–2019         | UNI Opole                    |                   |                   |                   |                   |                   |                   |                   |                   |                   |
| 2019–2022         | ŁKS Commercecon Łódź         |                   |                   |                   |                   |                   |                   |                   |                   |                   |
| 2022–2023         | VolleyWrocław                |                   |                   |                   |                   |                   |                   |                   |                   |                   |
| 2023–2025         | BKS Bostik ZGO Bielsko-Biała |                   |                   |                   |                   |                   |                   |                   |                   |                   |
| 2025–             | PGE Grot Budowlani Łódź      |                   |                   |                   |                   |                   |                   |                   |                   |                   |

## Kariera reprezentacyjna
W 2015 roku otrzymała powołanie do reprezentacji Polski kadry B, którą reprezentowała podczas Ligi Europejskiej.
Pod koniec kwietnia 2023 roku została powołana przez trenera Stefano Lavariniego do szerokiej kadry reprezentacji Polski.

## Sukcesy klubowe
Mistrzostwa Polski juniorek:
- 2015[10]

Tauron Liga:
- 2020, 2021, 2022[11], 2024[12]

Puchar Polski:
- 2024[13]

Superpuchar Polski:
- 2024[14]

## Sukcesy reprezentacyjne
Mistrzostwa Europy Wschodniej EEVZA kadetek:
- 2012

Liga Narodów:
- 2023, 2024[15]